# Кресон (Тексас)
Кресон (енгл. Cresson) град је у америчкој савезној држави Тексас. По попису становништва из 2010. у њему је живело 741 становника.

## Демографија
Према попису становништва из 2010. у граду је живело 741 становника.
| Група             | 2000.  | 2010.       |
| Белци             | . (.%) | 658 (88,8%) |
| Афроамериканци    | . (.%) | 8 (1,1%)    |
| Азијати           | . (.%) | 2 (0,3%)    |
| Хиспаноамериканци | . (.%) | 57 (7,7%)   |
| Укупно            | .      | 741         |